# Shirley Mason (herečka)
Shirley Mason (narozena jako Leonie Flugrathová; 6. června 1901 Brooklyn – 27. července 1979 Los Angeles) byla americká herečka éry němého filmu.

## Životopis
Shirley Mason se narodila v Brooklynu v New Yorku v roce 1901 Emilovi a Mary (rozené Dubois) Flugrathovým. Na naléhání své matky, která je již v útlém věku zapsala do tanečních kurzů, se všechny tři dcery (Shirley, Edna a Virginia) staly herečkami.

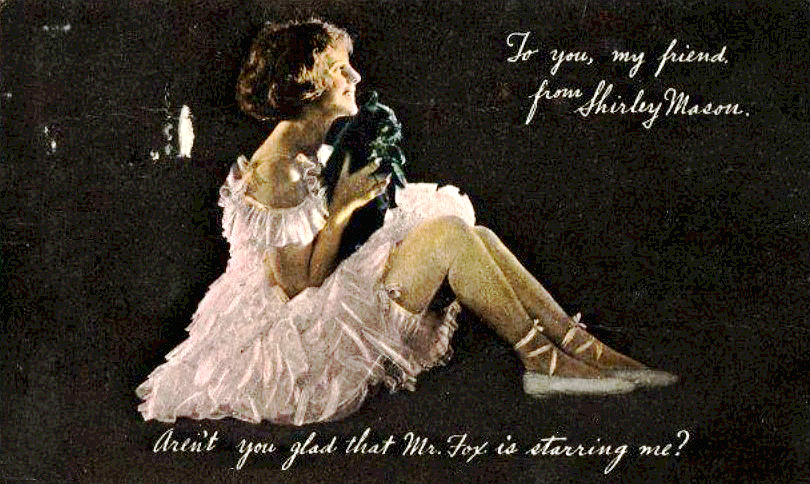
filmová pohlednice se Shirley Mason

Většinu dětství strávily na turné s divadelními společnostmi, kde vystupovaly na Coney Island a dalších místech. Shirley Mason a Virginia (známá jako Viola Dana) debutovaly ve filmech ve věku 10 a 13 let ve snímku A Christmas Carol (1910). Dalším filmem Shirley Mason byl The Threshold of Life (1911).
Jako dětská herečka nebyla příliš žádaná. Teprve v roce 1915 získala roli ve filmu Vanity Fair. V roce 1916 hrála pro studio Edison Studios a ztvárnila hlavní roli ve filmu The Littlest Magdalene. V roce 1917 její kariéra nabrala na obrátkách, když si zahrála ve 13 filmech a získala titulní roli ve snímku The Awakening of Ruth. Mason měla aktivní hereckou kariéru po celá 20. léta, kdy získala několik významných rolí. Poslední roli ztvárnila ve filmu The Flying Marine (1929), čímž završila svou kariéru, během níž natočila 109 filmů.

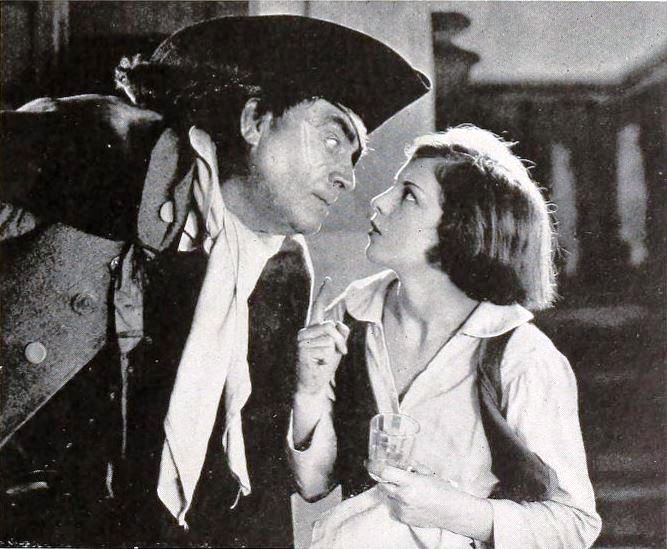
Treasure Island (1920)

Všechny tři sestry Flugrathovy byly najaty studiem Edison Studios. Zde se Leonie stala Shirley Mason, což bylo jméno vybrané pro její roli ve filmové sérii Seven Deadly Sins (1917). Viola se zde setkala se svým budoucím manželem, režisérem Johnem Collinsem, a stali se úspěšným tvůrčím manželským týmem.
Shirley se po několika filmech seznámila se svým budoucím manželem, hercem a režisérem Bernardem Durningem. Ačkoli byl o osm let starší, vzali se, když bylo Shirley pouhých 16 let. Užili si šťastné manželství, během něhož on režíroval a ona hrála ve filmech na východním pobřeží. Šťastné manželství skončilo v roce 1923, když Bernard ve věku 22 let zemřel na tyfus. V roce 1927 se Mason provdala za režiséra Sidneyho Lanfielda. Zůstali spolu až do roku 1972, kdy Lanfield zemřel na infarkt.
Shirley Mason zemřela na rakovinu 27. července 1979 v Los Angeles ve věku 78 let.

## Filmografie
- A Christmas Carol (1910)
- A Fresh Air Romance (1912)
- Vanity Fair (1915)
- Cy Whittaker's Ward (1917)
- The Seventh Sin (1917)
- The Light in Darkness (1917)
- The Little Chevalier (1917)
- The Lady of the Photograph (1917)
- The Tell-Tale Step (1917)
- The Apple Tree Girl (1917)
- Where Love Is (1917)
- The Law of the North (1917)
- The Awakening of Ruth (1917)
- Pride (1917)
- Wrath (1917)
- Come on In (1918)
- Good-Bye, Bill (1918)
- The Winning Girl (1919)
- The Rescuing Angel (1919)
- The Final Close-Up (1919)
- The Unwritten Code (1919)
- Putting It Over (1919)
- Secret Service (1919)
- Her Elephant Man (1920)
- Treasure Island (1920)
- Merely Mary Ann (1920)
- Molly and I (1920)
- Love's Harvest (1920)
- The Little Wanderer (1920)
- The Girl of My Heart (1920)
- Flame of Youth (1920)
- Wing Toy (1921)
- The Lamplighter (1921)
- The Mother Heart (1921)
- Lovetime (1921)
- Ever Since Eve (1921)
- Jackie (1921)
- Queenie (1921)
- Little Miss Smiles (1922)
- Pawn Ticket 210 (1922)
- Lights of the Desert (1922)
- The Ragged Heiress (1922)
- Shirley of the Circus (1922)
- Very Truly Yours (1922)
- The New Teacher (1922)
- Youth Must Have Love (1922)
- South Sea Love (1923)
- Lovebound (1923)
- The Eleventh Hour (1923)
- Love Letters (1924)
- Curlytop (1924)
- The Star Dust Trail (1924)
- Great Diamond Mystery (1924)
- That French Lady (1924)
- My Husband's Wives (1924)
- What Fools Men (1925)
- Lord Jim (1925)
- The Talker (1925)
- The Scarlet Honeymoon (1925)
- Scandal Proof (1925)
- Desert Gold (1926)
- Don Juan's Three Nights (1926)
- Sin Cargo (1926)
- Sweet Rosie O'Grady (1926)
- Rose of the Tenements (1926)
- Let It Rain (1927)
- Sally in Our Alley (1927)
- Stranded (1927)
- The Wreck (1927)
- Rich Men's Sons (1927)
- The Wife's Relations (1928)
- So This Is Love? (1928)
- Vultures of the Sea (1928)
- Runaway Girls (1928)
- Dark Skies (1929)
- Anne Against the World (1929)
- The Flying Marine (1929)
- The Show of Shows (1929)